# Giselda Zani
Giselda Zani (Génova, Italia, 1909 - Mendoza, Argentina, 1975) fue una poeta, cuentista, crítica cinematográfica y diplomática uruguaya, integrante de la Generación del 45.

## Biografía
Nacida en Génova, del matrimonio del empresario Pirro Zani con Clotilde Maggiolo, Giselda tuvo acceso, gracias a la prosperidad del hogar paterno, a una refinada educación, que, en palabras de Carlos Martínez Moreno, "para bien o para mal, nunca pudo abandonar". Alberto Zum Felde, quien destacaba también esa amplia cultura, la consideraba “una mujer que todo lo ha leído y lo sabe todo”.
En su juventud fue militante comunista, pero más tarde formó parte de la Agrupación de la Juventud Colorada Dr. Eduardo Blanco Acevedo, donde incluso integró una lista junto al crítico y ensayista Carlos Real de Azúa.
Zani fue pionera de la crítica cinematográfica en la revista Cine Radio Actualidad, donde compartió columnas con René Arturo Despouey y un todavía muy joven Homero Alsina Thevenet. En ese ámbito, tuvo una dilatada carrera que continuó en el Semanario Marcha, los periódicos La Mañana y El Diario, y en la revista Film.
Como ensayista y crítica de arte, escribió en 1938 La cárcel del aire, ensayo sobre la pintura de Giotto, y en 1944 un trabajo sobre Pedro Figari.
En 1933 entrevistó para Radio Sport al futbolista José Nasazzi lo que la señala también como pionera en otro ámbito: el de la mujer en el periodismo deportivo.
Fue amiga de Jules Supervielle y de Enrique Amorim, y mantuvo correspondencia con cineastas de la talla de Vittorio de Sica y escritores como Roger Caillois. Una fotografía la muestra incluso junto a Pablo Picasso.
Tras un breve matrimonio, trabajó en la Oficina Nacional de Turismo y luego como integrante del cuerpo diplomático uruguayo. Asignada a la Embajada en Asunción del Paraguay durante la dictadura del General Alfredo Stroessner, sufrió un "impasse" que la hizo abandonar el cargo. No se supo más nada de ella o su paradero hasta que en 1975 cundió la noticia de su muerte, ocurrida en un convento de Mendoza, Argentina.

## Un poemario y un libro de cuentos
En el campo de la creación literaria, publicó solo dos libros. El poemario La costa despierta (1930), que firmó con el apellido de su marido, Welker, tiene epígrafes de Apollinaire y Mallarmé, y contiene versos que, a pesar de su confección casi algebraica (no era una mujer muy dada a las sensiblerías), irradian una sensualidad muy propia de la costa uruguaya, con aromas de pino y ruido de olas.
En un cuestionario que contestó para el Semanario Marcha en 1960, reconoce lo generoso que fue en la crítica del mismo el escritor Jules Supervielle: "Pero rehusé sentirme poetisa consagrada (había demasiadas) y me dediqué a disciplinas menos relucientes: el ensayo sobre temas de arte, en especial artes plásticas". La frase alude seguramente al nombramiento, un año antes, de Juana de Ibarbourou como "Juana de América".
Pero la obra por la cual Zani es recordada es el volumen de cuentos Por Vínculos Sutiles, publicado en 1958, con el que ganó la edición del Premio de la Editorial Emecé de Buenos Aires del año 1957. De corte fantástico, algunos de esos cuentos forman parte de la mejor tradición del cuento uruguayo, en pie de igualdad con otros relatos de autores más conocidos y reverenciados como Felisberto Hernández o Armonía Somers.
El título alude a una frase de Baudelaire en Las flores del mal (“Plus encor que la vie la mort nous tient souvent par des liens subtils”). En palabras de la propia autora, allí trató de explorar lo que ha sido su preocupación primordial, “la del misterio en que se sitúan los indecisos límites de la vida y la muerte“.
Soliloquio de Kaalftar es una historia sobre una raza extinguida y de una de esas criaturas, exhibida como espectáculo circense. Fue inspirado por una visita al Zoológico de Villa Dolores en Montevideo, basado en la leyenda del Judío errante.
En La casa de la calle Socorro, el ambiente tiene connotadas referencias montevideanas (la esquina de 18 de Julio y Ejido, la Plaza Independencia). En la búsqueda de una casa para alquilar, la protagonista cruza, en pocas cuadras, un límite imperceptible e ingresa a una ciudad con algo de irreal, evocadora de otros tiempos. En esa casa, descubre no solo sus orígenes sino también su destino. Un nombre equivocado pronunciado por uno de los habitantes de la finca, arroja a la protagonista de nuevo a la realidad. ¿Fue una alucinación o un viaje real? La autora dota al cuento de una ambigüedad que deja al lector en la misma confusión que a la protagonista.
En Luz de limbo, la experiencia es similar, aunque el ambiente son los bosques de pinos de un balneario. Nuevamente, realidad y delirio se confunden frente a una sensación (más que a hechos) de claro corte sobrenatural.
Casi un relato de humor negro, La broma cuenta la historia de un bromista que cae víctima de su propio juego y muere cuando solo estaba tratando de simular su muerte.
Los altos pinos se arriesga en la ciencia ficción, al recurrir a una posibilidad científica: la de guardar en los ojos de los muertos una imagen vislumbrada, no necesariamente la última.
Según algunos críticos, en algunos de esos relatos y de manera solapada, la autora plantea el castigo que espera a aquellos que se alejen de las convenciones establecidas.

## Obra
- La costa despierta (como Giselda Welker, poemas, Impresora Uruguaya, 1930).
- La cárcel del aire (ensayo sobre la pintura de Giotto, Reuniones de Estudio. Montevideo, 1938).
- Pedro Figari (ensayo sobre el pintor uruguayo, 1944).
- De la poesía de Esther de Cáceres (Reuniones de Estudio, Montevideo, 1945).
- Por vínculos sutiles (cuentos, Editorial Emecé, Buenos Aires, 1958).